# Manuel Rodríguez González
Manuel Rodríguez González (26 de octubre de 1966) es un político mexicano, miembro actualmente del partido Movimiento Regeneración Nacional (Morena). Ha ocupado varios cargos públicos y fue diputado federal de 2018 a 2024.

## Reseña biográfica
Manuel Rodríguez González es licenciado en Derecho por la Universidad Juárez Autónoma de Tabasco y tiene además estudios de maestría en Derecho Constitucional, en Derecho Comunitario Europeo y en Ciencias Políticas.
Entre 1995 y 1996 ocupó el cargo de subdirector de Partidos Políticos en el entonces Instituto Federal Electoral, ocupó además numerosos cargos en el gobierno de Tabasco, siendo director del Trabajo y Previsión Social y director de Fomento Pesquero; además de subdelegado Jurídico en la delegación estatal de la Secretaría de Desarrollo Urbano y Ecología.
De 2002 a 2006 fue subsecretario de Cultura en el gobierno de Manuel Andrade Díaz, de 2009 a 2012 subsecretario de Atención a Instituciones Políticas y Sociales de la secretaría de Gobierno en la administración de Andrés Granier Melo y de 2013 a 2014 subsecretario de Gobierno en la misma secretaría, siendo gobernador Arturo Núñez Jiménez.
A partir de 2015 se integró en Morena, ocupado el cargo de secretario técnico del Comité Ejecutivo Estatal hasta 2018, en este último año fue postulado candidato a diputado federal por el Distrito 4 de Tabasco, siendo electo a la LXIV Legislatura. Formó parte de la bancada de Morena y ocupó el cargo de presidente de la comisión de Energía; así como de integrante de la comisión Jurisdiccional.